# Влатка Покос
Влатка Покос (Салцбург, 22. март 1970) је хрватска певачица и водитељка.

## Биографија
Одрасла је у Соколовцу. Наступила је у "Првом гласу Копривнице", и победила је. Организатор тог фестивала био је Младен Павковић. Професионалну певачку каријеру започела је 1989. године као чланица популарне групе Сребрна крила, са којом је наступала наредних пет година по дворанама у Хрватској и на турнејама по САД, Канади, Аустралији и широм Европе. Највећи хит била је „На модром небу изнад Загреба“.
Године 1994. остварила је самосталну музичку каријеру. Њени највећи хитови из раније фазе су „Метак”, „Не тражим ништа” и „Све потроши”.
Истовремено је кренула у нове пројекте менаџерске природе. Као водитељ прво је наступао на загребачкој ОТВ телевизији, а потом и у емисијама уживо на првој приватној телевизији Мрежа, националној телевизији ХТВ и телевизији Нова ТВ.
На Хрватској радиотелевизији била је стална водитељка забавно-музичке емисије "Седма ноћ", емисија "Претежно ведро" и "Златни гонг" и летње турнеје "Љетни гонг" која се преносила уживо.
Учествовала је и на бројним фестивалима, истовремено у улози водитеља и извођача певачких и плесних тачака.
Водила је пројекат „Дан снова”, серију наградних игара и циклус емисија о филму „У сусрет Оскару” на Нова ТВ.

## Контроверзе
У јуну 2007. њен брак са Јосипом Радељаком изненада је прекинут када ју је избацио из стана. Уследила је жестока медијска борба између бивших супружника, Радељак је бацио бурму у хрватској ТВ емисији у ударном термину и оптужио Влатку да је физички злостављала Лану. С друге стране, Влатка оптужује бившег мужа да се према њој понашао горе од својих кућних помоћника. Влатка Покос је 2010. објавила књигу „Живот у рају“ која је, иако је критикована као упрошћена и банална, добила велику пажњу медија. Љубавница њеног бившег мужа, Долорес Ламбаша, почела је да учествује у медијској борби са Покосом најављујући њену књигу „Живот у паклу” која је требало да документује наводна злостављања над Радељаковом ћерком Ланом коју је Влатка наводно малтретирала.

## Фестивали

### Задарфест
- 1993. Вино љубави (са групом Сребрна крила)
- 1994. До виђења (са групом Сребрна крила)
- 2002. Ја те добро знам

### Фестивал забавне музике Сплит
- 1993. Пољуби ме вечерас (са групом Сребрна крила)
- 1994. Ако се икада сетите (са групом Сребрна крила)
- 1997. Љубав је ту

### Дора
- 2006. Најбоље

### Хрватски радијски фестивал
- 1998. Волим те
- 2003. Пољуби ме (са Џими)
- 2004. Што си ме учинио таквом
- 2005. Руке су ми везане
- 2006. Ја још имам потребу
- 2008. Очи дању скривам
- 2009. Дланом о длан

## Дискографија
- 1991 - Зашто нисам миљеница судбине (са групом Сребрна крила)
- 1994 - Пољуби ме вечерас (са групом Сребрна крила)
- 1995 - Петак (макси сингл)
- 1998 - Влатка
- 2005 - На дохват руке